# Tomasz Budziński
Tomasz Budziński, né le 24 avril 1998, est un coureur cycliste polonais. 

## Biographie
Tomasz Budziński naît à Sławno ou Opoczno (selon les sources),. Il commence le cyclisme à l'âge de onze ans en compagnie de son frère jumeau Marcin. Tous deux prennent leur première licence au club LKK LUKS Sławno.
Longtemps cantonné au VTT et au cyclo-cross, il passe au cyclisme sur route à partir de 2019 en rejoignant l'équipe continentale Hurom. Il obtient ses premiers résultats notables dans le calendrier de l'UCI Europe Tour en 2021.
Lors de la saison 2022, il se distingue en remportant le Mémorial Henryk Łasak. La même année, il termine deuxième de la Course de Solidarność et des champions olympiques, septième d'une étape du Tour de Slovaquie ou encore dixième du Tour de Roumanie.

## Palmarès sur route

### Par année
- 2021
  - 2e du championnat de Pologne de la montagne
- 2022
  - Mémorial Henryk Łasak
  - 2e de la Course de Solidarność et des champions olympiques
  - 2e du championnat de Pologne de la montagne
- 2023
  - 1re étape du Tour de Taiyuan
  - 2e du Tour de Taiyuan
  - 3e du Tour du lac Poyang
- 2024
  - 3e étape du Tour de Kurpie (contre-la-montre par équipes)
  - 2e du Visegrad 4 Bicycle Race-GP Poland
- 2025
  - 3e du Grand Prix Slovenian Istria

### Classements mondiaux
| Année                                 | 2021 | 2022 | 2023  | 2024 |
| ------------------------------------- | ---- | ---- | ----- | ---- |
| Classement mondial                    | 954e | 492e | 1329e | 986e |
| UCI Europe Tour                       | 716e | 391e | nc    | nc   |
|                                       |      |      |       |      |
| Légende : nc = non classéSource : UCI |      |      |       |      |

## Palmarès en VTT
- 2018
  -  Champion de Pologne de cross-country eliminator juniors[5]